# Ester Gea i Mallorquí
Ester Gea i Mallorquí, més coneguda internacionalment com a Ester Gea-Mallorquí (Barcelona, 1985) és una científica i viròloga catalana. Investigadora del Departament d’Immunologia Viral de la Universitat d’Oxford, és experta en recerca sobre el coronavirus. Gea, que va estudiar química entre 2003 i 2008 a la Universitat de Barcelona i després bioquímica a la ciutat canadenca de Mont-real, també forma part de l'Institut Curie d'ençà del 2013.
A més de la seva activitat científica, és molt activa al món casteller, a més de la seva participació a la colla castellera de la vila de Gràcia, ha contribuït a la creació de les colles castelleres de Mont-real al Canadà i de París (formada el 2015).